# Паулешти (Хунедоара)
Паулешти (рум. Păulești) насеље је у Румунији у округу Хунедоара у општини Булзештиј де Сус. Oпштина се налази на надморској висини од 814 m.

## Становништво
Према подацима из 2002. године у насељу је живело 75 становника, од којих су сви румунске националности.